# G7 del 1980
Il 6º vertice del G7 si tenne a Venezia, in Italia, tra il 22 e il 23 giugno 1980. La sede degli incontri al vertice fu l'isola di San Giorgio Maggiore nella laguna veneta.
Il gruppo dei sette (G7) era un forum non ufficiale che riuniva i capi dei paesi industrializzati più ricchi: Francia, Germania occidentale, Italia, Giappone, Regno Unito, Stati Uniti d'America, Canada (dal 1976) e il presidente della Commissione europea (a partire ufficialmente nel 1981). I vertici non dovevano essere collegati formalmente con le più ampie istituzioni internazionali; e in effetti, una lieve ribellione contro la rigida formalità di altri incontri internazionali faceva parte della genesi della cooperazione tra il presidente francese Valéry Giscard d'Estaing e il cancelliere della Germania occidentale Helmut Schmidt nel concepire il primo vertice del Gruppo dei sei (G6) nel 1975.

## Leader al vertice
Il G7 è un forum annuale non ufficiale per i leader di Canada, Commissione europea, Francia, Germania Ovest, Italia, Giappone, Regno Unito e Stati Uniti. Il primo ministro giapponese Masayoshi Ōhira subì un infarto fatale il 12 giugno, pochi giorni prima del vertice: il ministro degli Esteri Saburō Okita guidò quindi la delegazione giapponese, insieme al ministro delle finanze Noboru Takeshita e al ministro del commercio internazionale e dell'industria Yoshitake Sasaki.
Il sesto vertice del G7 è stato l'ultimo vertice del presidente francese Valéry Giscard d'Estaing e del presidente americano Jimmy Carter. Fu anche il primo e unico vertice per il Presidente del Consiglio Francesco Cossiga.

### Partecipanti
Questi partecipanti al vertice sono gli attuali "membri principali" del forum internazionale:
Il primo ministro giapponese Masayoshi Ōhira era morto a causa di un infarto pochi giorni prima e il successivo Primo Ministro non fu in grado di partecipare. 
| Membri Core G7 Lo stato e il leader dell'host sono indicati in grassetto. | Rappresentato da         | Titolo                                |
| ------------------------------------------------------------------------- | ------------------------ | ------------------------------------- |
| Canada                                                                    | Pierre Trudeau           | Primo ministro                        |
| Francia                                                                   | Valéry Giscard d'Estaing | Presidente                            |
| Germania Ovest                                                            | Helmut Schmidt           | Cancelliere                           |
| Italia                                                                    | Francesco Cossiga        | Presidente del Consiglio dei ministri |
| Giappone                                                                  | Saburō Ōkita             | Ministro degli affari esteri          |
| Regno Unito                                                               | Margaret Thatcher        | primo ministro                        |
| Stati Uniti                                                               | Jimmy Carter             | Presidente                            |
| Commissione europea                                                       | Roy Jenkins              | Presidente della Commissione europea  |
| Commissione europea                                                       | Francesco Cossiga        | Presidente del Consiglio              |

## Problemi
Il vertice era inteso come sede per la risoluzione delle differenze tra i suoi membri. In pratica, il vertice è stato anche concepito come un'opportunità per i suoi membri di scambiarsi reciproco incoraggiamento di fronte a difficili decisioni economiche.

## Galleria d'immagini

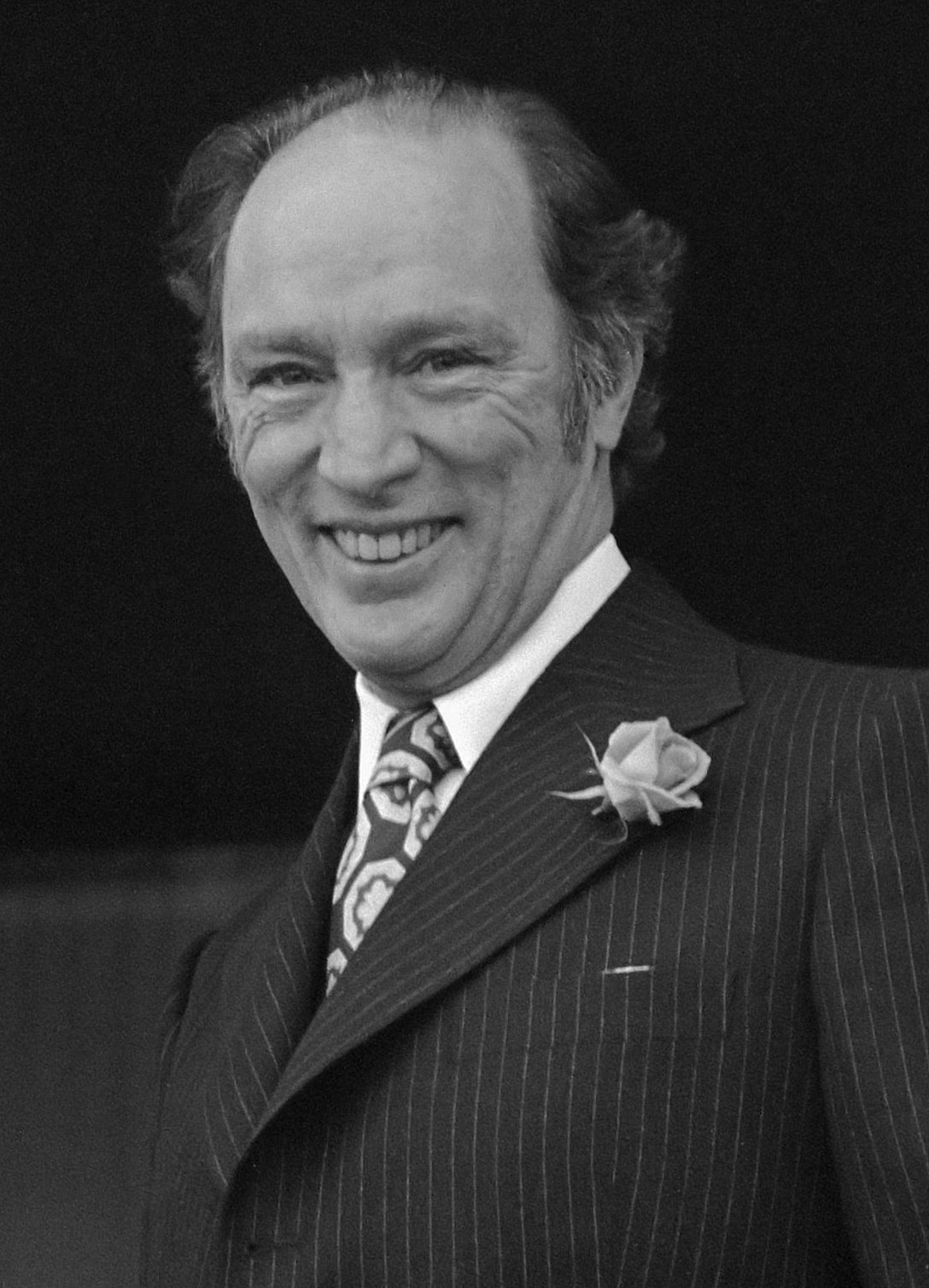
Pierre Trudeau, Primo ministro del Canada
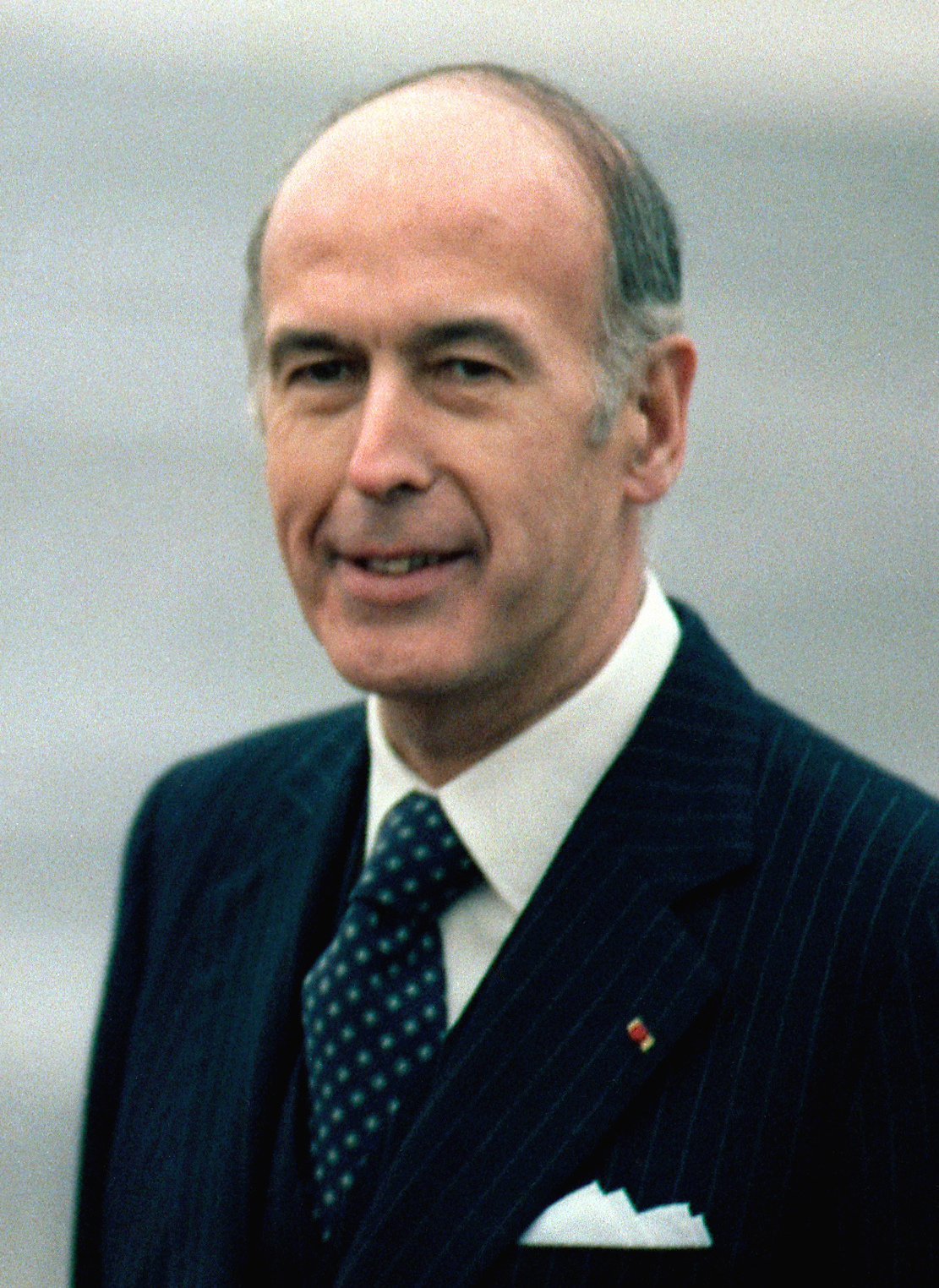
Valéry Giscard d'Estaing, Presidente della Francia
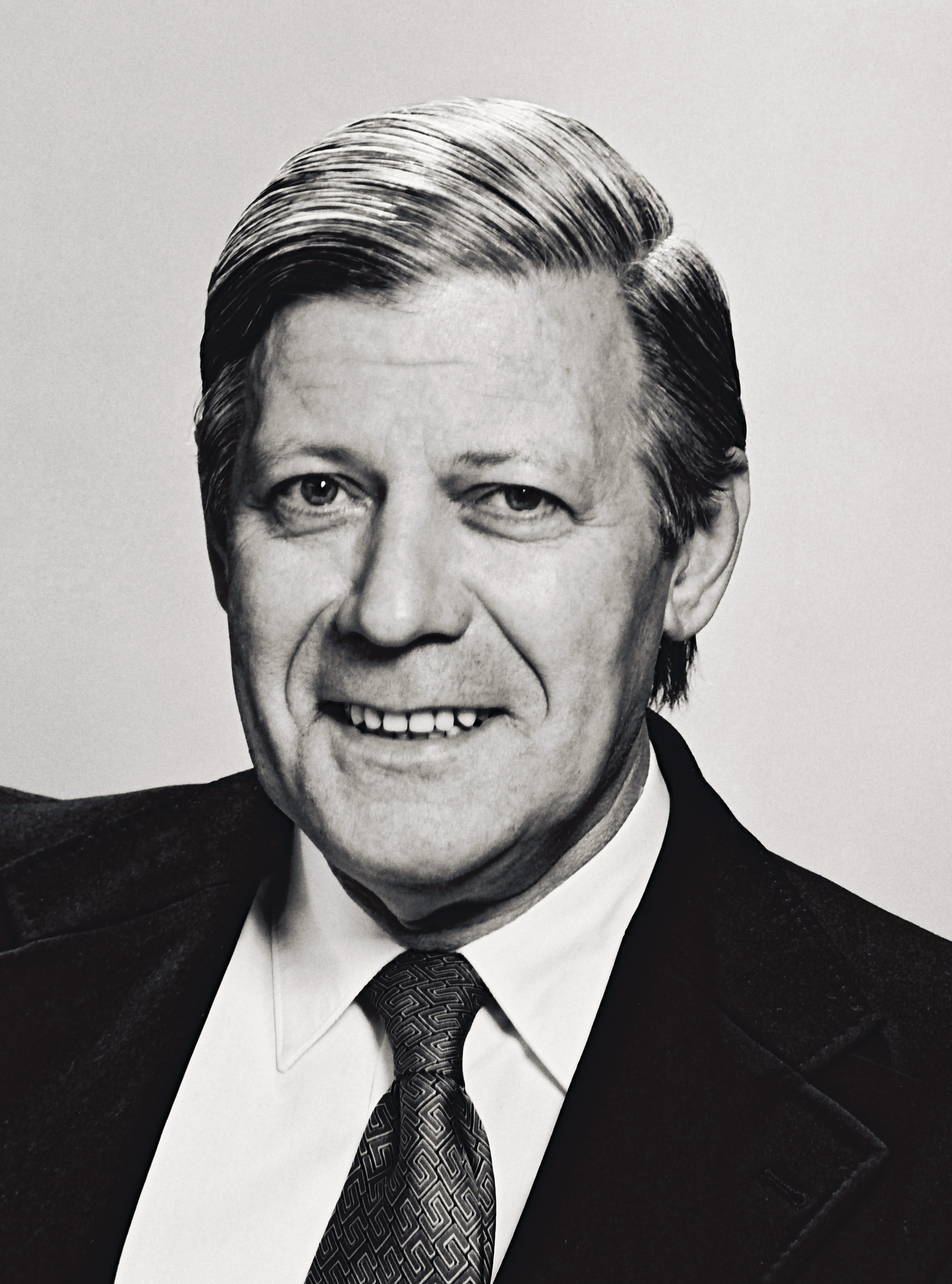
Helmut Schmidt, Cancelliere federale della Germania
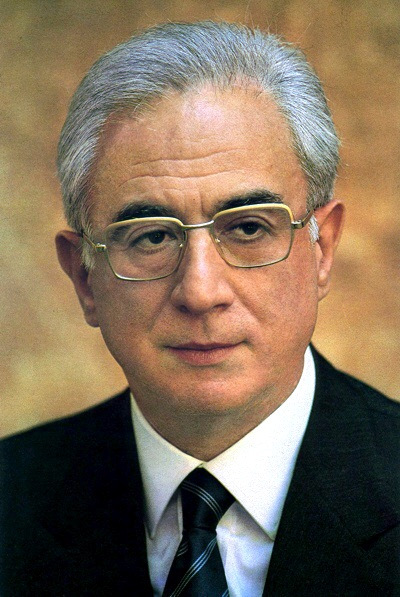
Francesco Cossiga, Presidente del Consiglio dei ministri della Repubblica Italiana
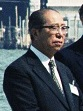
Saburō Okita, Ministro degli affari esteri del Giappone
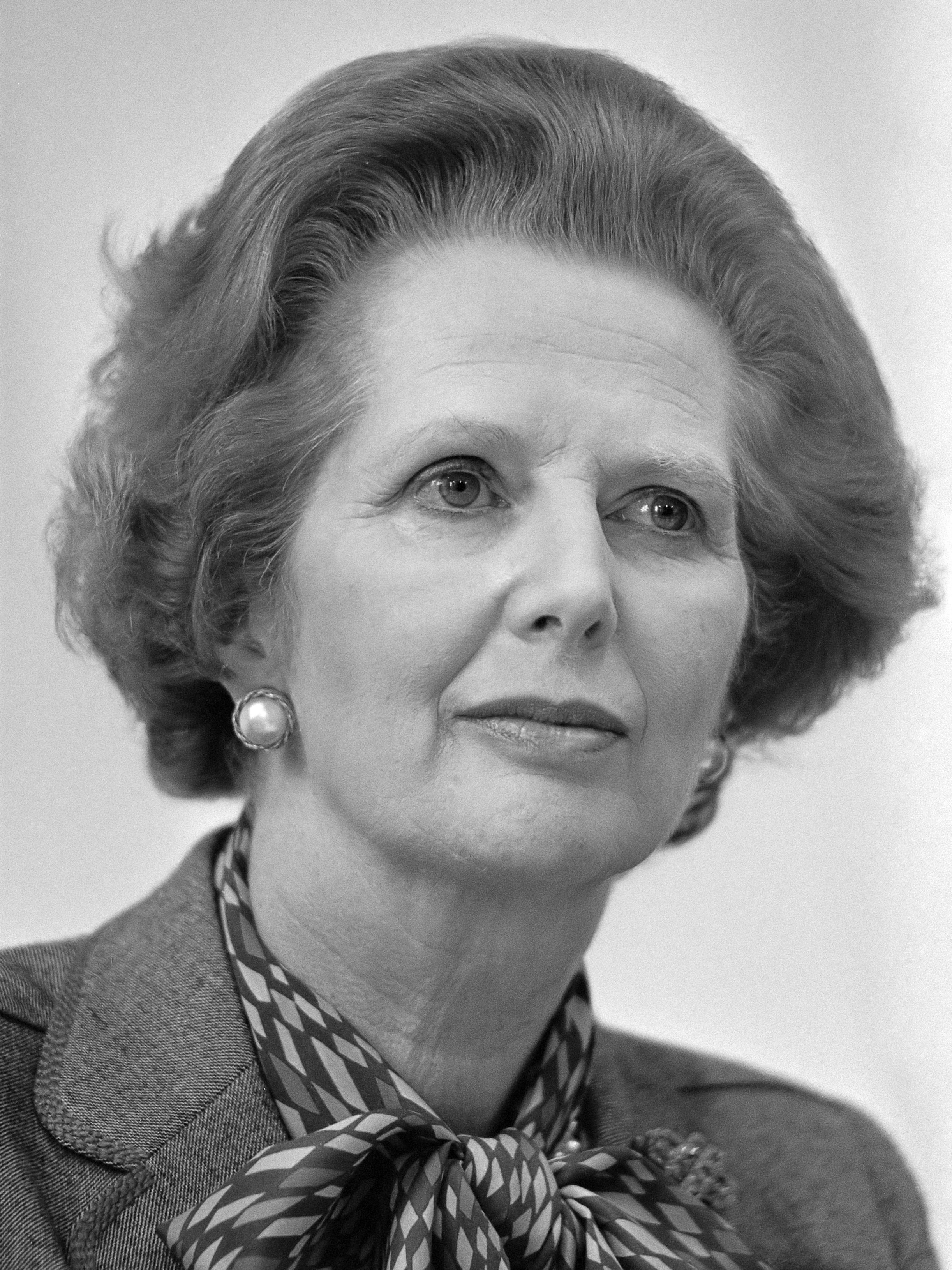
Margaret Thatcher, Primo ministro del Regno Unito
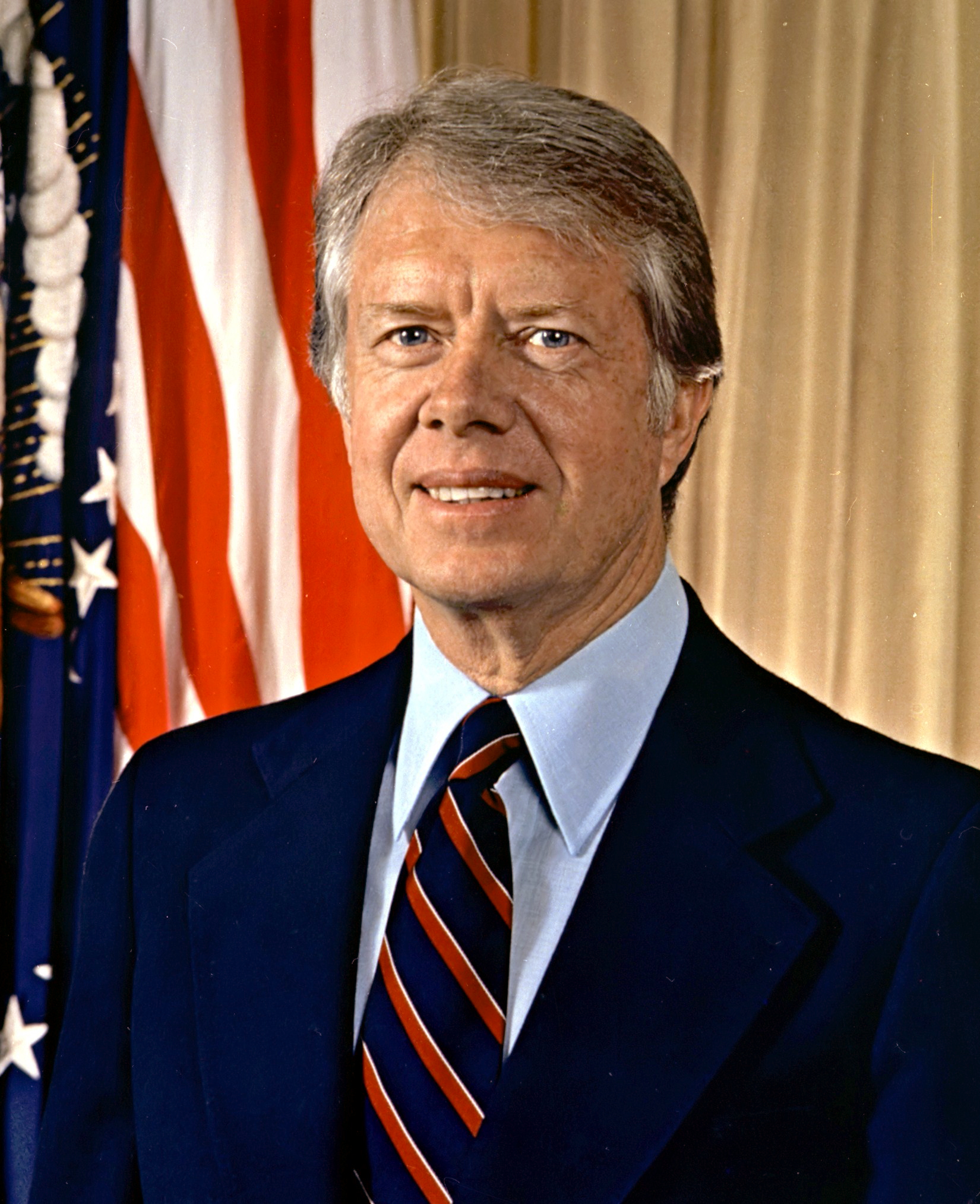
Jimmy Carter, Presidente degli Stati Uniti d'America
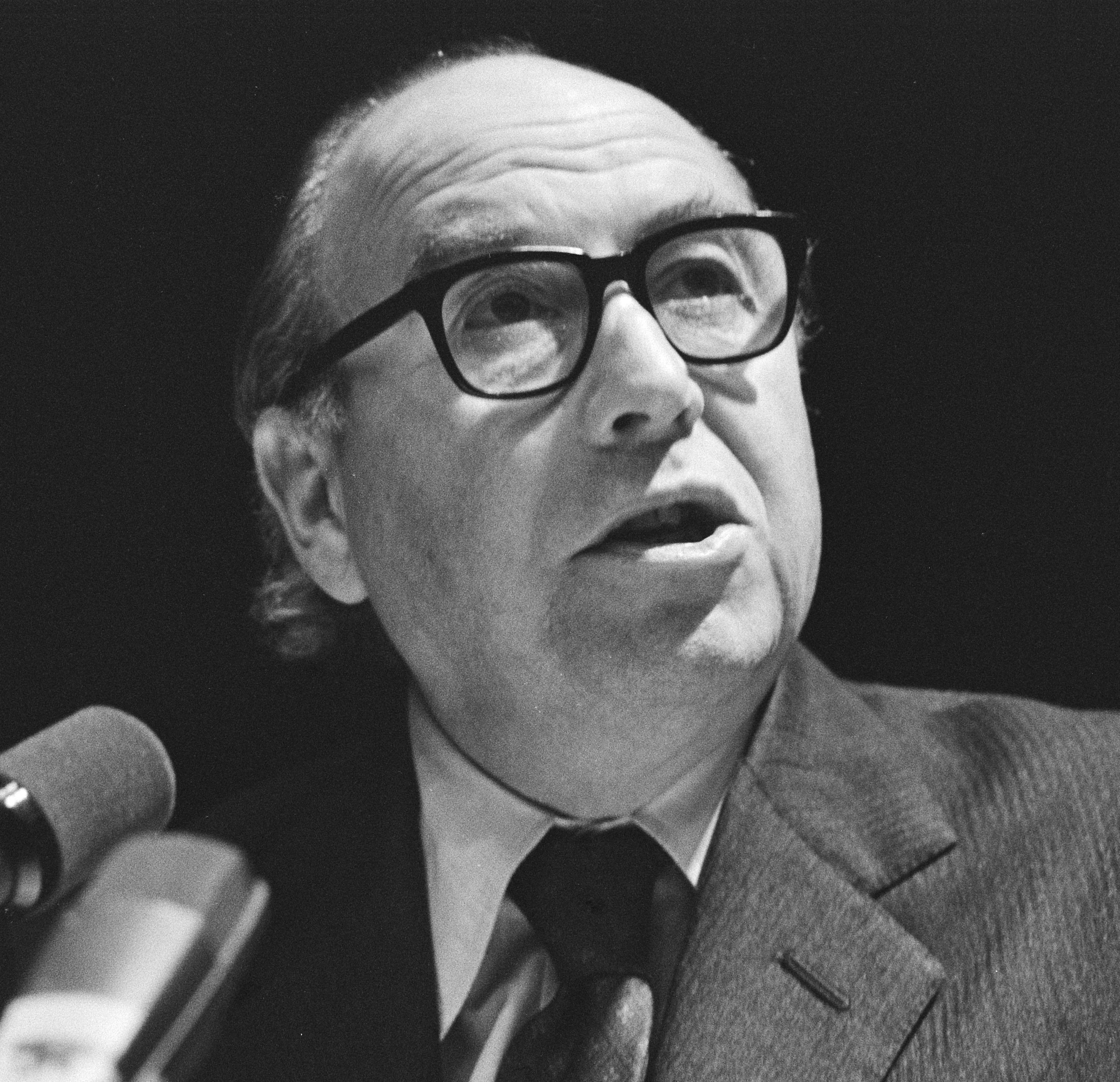
Roy Jenkins, Presidente della Commissione europea